# 1916年2月3日の日食

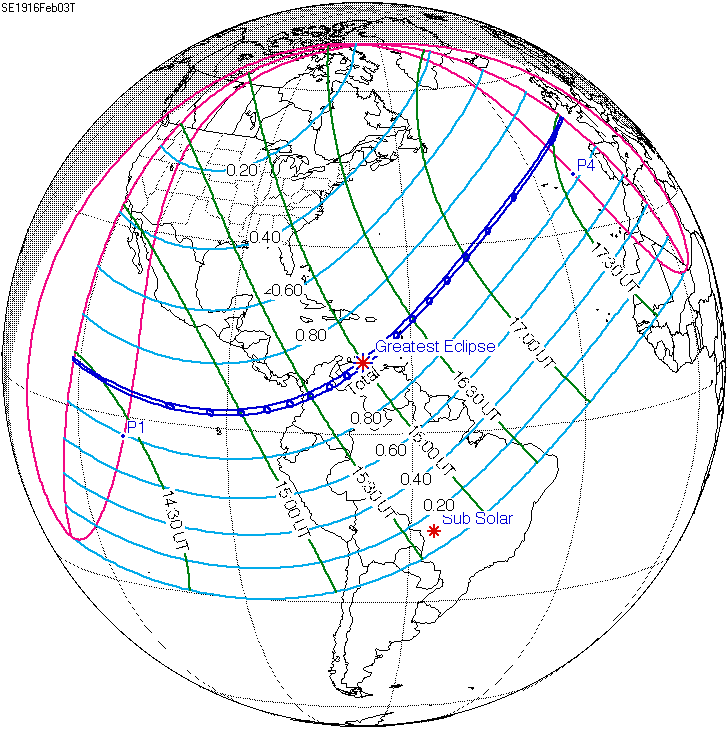

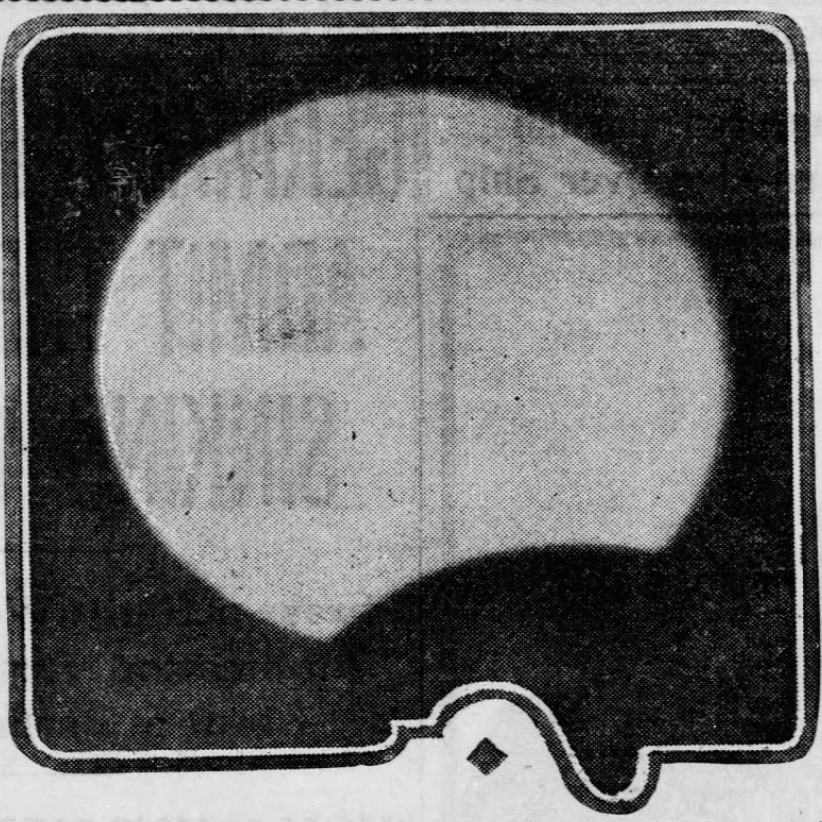

1916年2月3日の日食は、1916年2月3日に観測された日食である。コロンビア、ベネズエラ、フランス領グアドループで皆既日食が観測され、アメリカ州の大部分と大西洋北東沿岸で部分日食が観測された。

## 通過した地域
皆既帯が通過した、皆既日食が見えた地域はコロンビア北部、ベネズエラ北部、フランス領グアドループのほとんど（マリー・ガラント島及び当時管轄下のサン・マルタンとサン・バルテルミー島を除く）だった。
また、皆既日食が見えなくても、部分日食が見えた地域は北アメリカの大部分（アラスカ準州（現在のアメリカ合衆国アラスカ州）、カナダ北部、デンマーク領グリーンランドの北半分を除く）、南アメリカ中北部、ヨーロッパ西部、アフリカ北西部だった。

## 観測
アルゼンチン国立天文台（現在のコルドバ天文台）はベネズエラのファルコン州トゥカカスに観測隊を派遣した。第一次世界大戦による経済不況のため、最先端の機械を観測地に運搬することができなかった。観測隊は1915年12月2日にアルゼンチンのコルドバ州を出発し、1916年1月14日にトゥカカスに到着した。到着後最初の1週間、現地はずっと大雨だった。2月3日の皆既日食当日、朝にも大雨で、その後天気は改善した。皆既食の段階に入った後、空には薄い霧だけがあり、観測に少しの妨害があった。観測隊はコロナとスペクトルの撮影などに成功した。ファルコン州では1998年2月26日にも皆既日食が見えたため、1916年の観測結果は1998年のと対照することなどにも使われる。